# Битка при Александрия
Битката при Александрия или Александийската война (на латински: bellum Alexandrinum) се води от римския генерал Гай Юлий Цезар и Клеопатра VII против Арсиноя IV и Птолемей XIII между септември 48 пр.н.е. и януари 47 пр.н.е. (по юлианския календар) след битката при Фарсал в Александрия, Египет.
На 7 юни 48 пр.н.е. Гней Помпей губи битката при Фарсала против Юлий Цезар и бяга в Египет. Регенстият съвет, ръководен от Потин, регент на Птолемей XIII, под командването на генерал  Ахил убива Помпей. Два дена след това, на 27 юли 48 пр.н.е. Цезар пристига в Александрия.
Потин дава заповед на Ахил с неговата 20 000-на войска от Пелусион (30 km югоизточно от Порт Саид) да маршируват към Александрия и разбият много по-слабата войска на Цезар. Когато Александийската война започва, Цезар се намира в дворцовия квартал и държи царската фамилия и Потин като заложници. Потин поддържа тайно контакт с Ахил, но носачите на съобщенията са хванати и това дава повод на Цезар да екзекутира Потин.
Птолемей XIII поема веднага командването против Цезар.
През есента 48 пр.н.е. Митридат I от Пергам последва Цезар в Египет. Когато Цезар е обсаден в Александрия от египетската войска, Митридат е изпратен от него да събере допълнителна войска в Сирия и Мала Азия. Той рекрутира голяма войска, към която са и около 3000 евреи под командването на Антипатър, бащата на Ирод Велики. На 14 януари 47 пр.н.е. Цезар и Митридат водят решителната битка близо до Нил, побеждават и унищожават египетската войска, при която Птолемей XIII се удавя в Нил. След това Александрия капитулира.